# Рефлекс (ПТРК)
Рефлекс-М (індекс ГРАУ 9К119М, за класифікацією МО США і НАТО AT-11 Sniper, англ. Снайпер) — комплекс керованого танкового ракетного озброєння для боротьби з танками, вертольотами, дотами і іншими високозахищеними наземними, надводними або цілями, які низько летять, на великих дистанціях. Пуск здійснюється з гладкоствольної гармати калібру 125 мм (Т-64, Т-72, Т-80, Т-90, 2А45М «Спрут-Б», 2С25 «Спрут-СД» тощо). Розроблено в тульському КБ приладобудування.

## Ракета
Ракети 9М119М «Інвар» і 9М119М1 «Інвар-М» твердопаливні, виконані за аеродинамічною схемою «качка». Управління ракетами здійснюється в напівавтоматичному режимі за променем лазера. Особливу увагу було приділено завадозахищеності ракети і можливості її застосування в різних кліматичних умовах.
Бойова частина обох ракет — тандемна кумулятивна — на ній розміщені 2 заряди (лідируючий і основний). Лідируючий заряд призначений для знищення динамічного захисту і протикумулятивних екранів. Основний заряд забезпечує пробиття основної броні і знищення техніки.
Для знищення піхоти, інженерних споруд і легкоброньованої техніки був розроблений варіант ракети з термобаричною бойовою частиною.
При експлуатації, ракети не вимагають обслуговування або перевірок і залишаються боєздатними протягом усього терміну служби.
На озброєння ракета 9М119М «Інвар» була прийнята в 1992 році, ракета 9М119М1 «Інвар-М1» у другій половині 1990-х.
Траєкторія польоту — спіраль.

## Склад
До складу комплексу «Рефлекс-М» входять:
- Постріли 3УБК20 з ПТКР 9М119М «Інвар» або 3УБК20М з ПТКР 9М119М1 «Інвар-М1» для 125 мм гладкоствольної гармати.
- Приціл-прилад наведення, інтегрований з далекоміром 1А45Т «Іртиш» і з інформаційним блоком 9С516
- Перетворювач напруги 9С831
- Блок автоматики 9С517-1С
- (тільки в складі контрольно—перевірочної машини) — контрольно-перевірочна апаратура комплексу

## Тактика застосування
У танковому бою дальність стрільби визначає рубіж відкриття вогню. При цьому танки з меншою дальністю стрільби змушені просуватися до цього рубежу під обстрілом противника, фактично перетворюючись на рухомі мішені. З огляду на те, що максимальна дальність стрільби 120-мм танкових гармат звичайними снарядами (бронебійними підкаліберними або кумулятивними) становить близько 3000 м, то застосування комплексу «Рефлекс» дає фору майже в 2 кілометри, що в часовому вираженні складає близько 2,5-4 хвилин. За цей час кожен танк встигає випустити 5-10 ракет (з урахуванням часу на політ ракети до цілі) по противнику[джерело?].

## Засобина основі «Рефлексу»
На основі комплексу «Рефлекс» були розроблені:
- російський ПТКР «Корнет» розробки Тульського КБП.

## Бойове застосування

### Російсько-українська війна
Російські загарбники користувались даним комплексом під час повномасштабної збройної агресії в 2022 році. Певна кількість ракет була захоплена українськими військовими та використана по самих загарбниках.

## Контракти
Індія в 2012 році уклала контракт на поставку 10 000 ПТКР для Т-90 (по шість ПТКР на танк, стандартний боєкомплект) на суму 20 млрд. рупій (близько $ 37 000 за ракету), планується укласти ще один договір на ліцензійне виробництво 15 000 ракет.
Ліцензійне виробництво ракет комплексу «Рефлекс» налагоджене в Ірані під позначенням Tondar (грім). Однак, через високу вартість та складність у використанні, ракети перебувають на озброєнні обмеженої кількості підрозділів. Ракета та пускова установка, за різними повідомленнями, зберегла конструкцію оригінала.